# Almdudler

Der Almdudler-Schriftzug ist eine eingetragene Wort-Bild-Marke

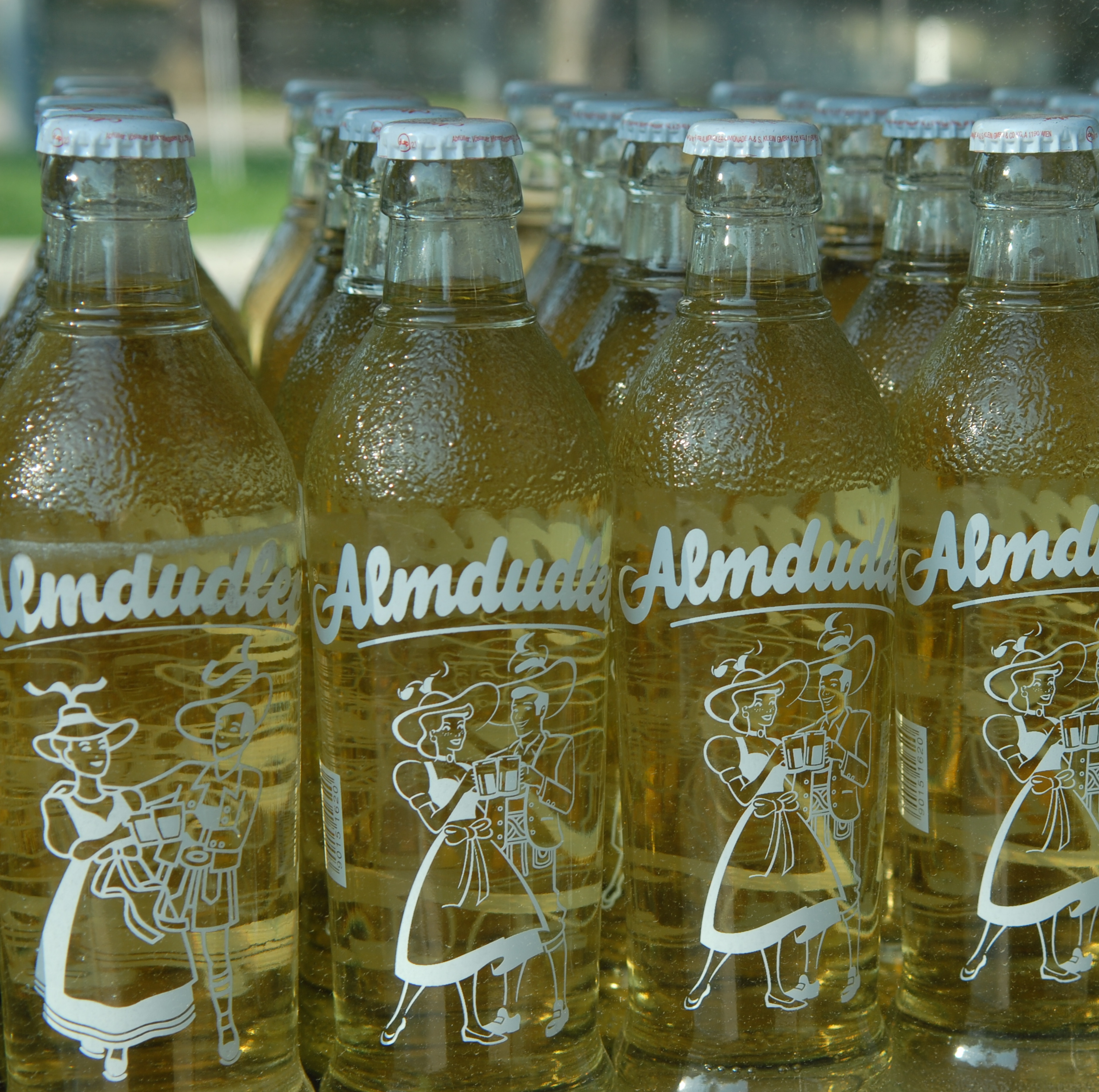
Klassische Almdudlerflaschen aus Glas

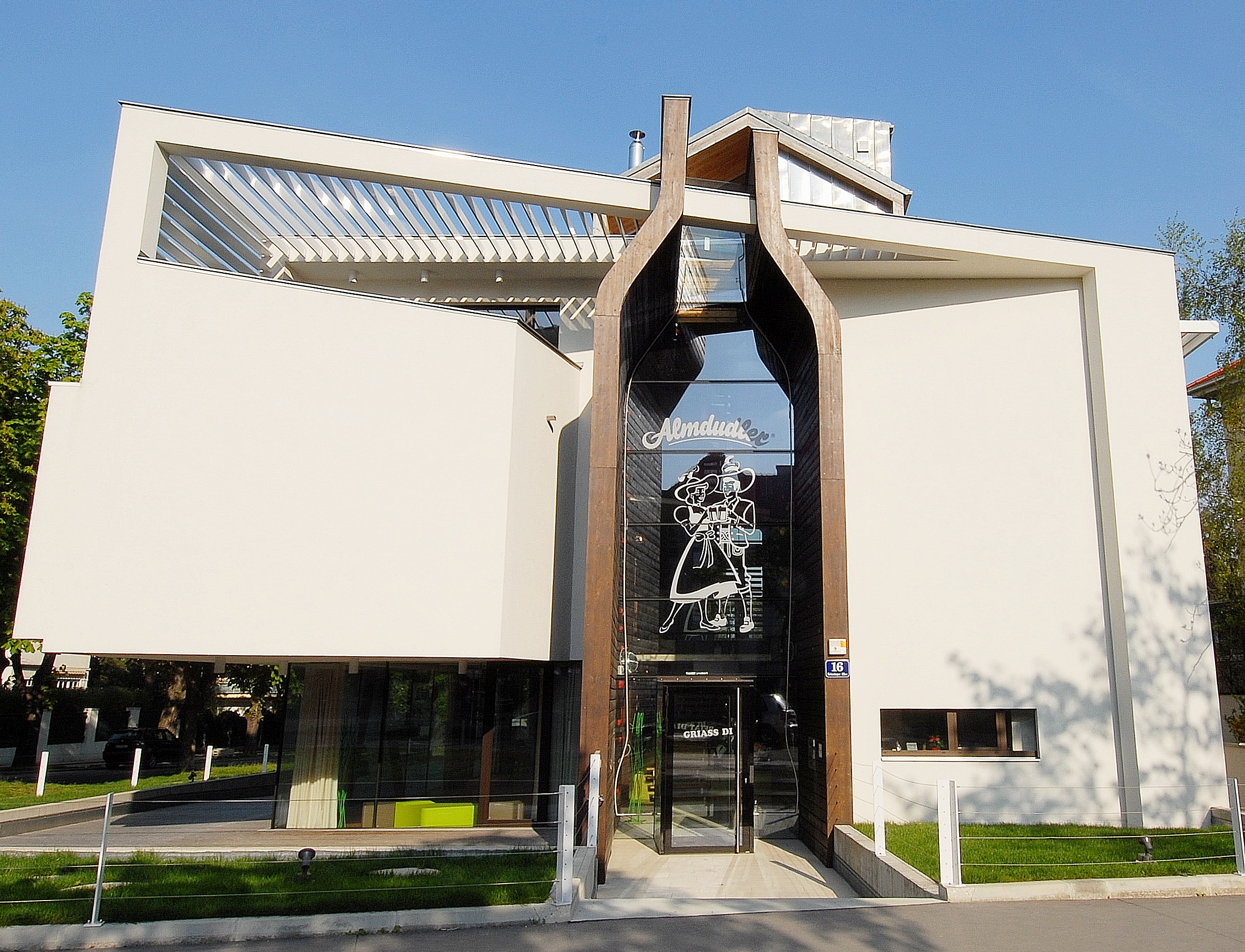
Das Almdudlerhaus, 1190 Wien, Grinzinger Allee 16

Almdudler ist eine österreichische Limonade mit Kräuterextrakten. Sie wurde Mitte der 1950er Jahre von dem Wiener Unternehmer Erwin Klein entwickelt und kam 1957 auf den Markt. Bis 1973 wurde die Limonade von Kleins eigenem Unternehmen produziert, seitdem ist die Firma nur noch Lizenzgeber für andere Unternehmen. Almdudler wird heute in mehreren europäischen Ländern in Lizenz produziert.

## Geschichte
Als Almdudler wurde früher eine Mischung aus Wein und „Kracherl“ (Limonade) bezeichnet. Der Name Almdudler leitet sich dem Unternehmen zufolge von der Redewendung „auf der Alm dudeln“ (der Dudler ist die Wiener Form des Jodlers) ab. Die erste Flasche Almdudler soll der Erfinder Erwin Klein (1924–1983) seiner Frau Ingrid (1935–2017) am Tag ihrer Hochzeit 1957 geschenkt haben. Dies gilt als Tag der Gründung des Unternehmens, an dem seine Frau auch zur Hälfte beteiligt war.
Im Oktober 1957 begann Erwin Klein in der Weißgasse 3 im 17. Wiener Gemeindebezirk mit der Herstellung einer Kräuterlimonade. Am Rezept dafür hatte er drei Jahre lang gearbeitet. Kleins Firma hatte in den 1960er Jahren ihren Sitz im Palais Grassalkovics in Wien 2, bis sie dieses historische Gebäude 1975 an die Stadt Wien verkaufte.
In weiterer Folge erteilte Klein 350 anderen Abfüllern gegen Zahlung von Lizenzgebühren das Recht, Almdudler zu produzieren, lagerte auch den Verkauf über Gastronomie und Handel an Vertriebspartner aus und konzentrierte sich auf Marketing und Werbung.
Die Almdudler Limonade A. & S. Klein GmbH & Co KG ist Franchisegeberin der Almdudler Limonade. Bis 1973 wurde die eigene Produktion von Sodawasser und Limonaden durchgeführt, seit 1973 fungiert das Unternehmen nur noch als Lizenzgeber. Neben Abfüllern in Österreich gibt es auch Abfüller in Deutschland, Belgien und der Schweiz.
Nach dem plötzlichen Tod von Erwin Klein im Jahre 1983 übernahm dessen Sohn Thomas Klein (* 1963) die Leitung des Unternehmens. 2004 hat sich Klein aus der Geschäftsführung zurückgezogen und ist seither Vorsitzender des Aufsichtsrates. Die Geschäftsführung der Almdudler-Limonade A. & S. Klein GmbH & Co KG übertrug er 2004 an Gerhard Schilling.
Die Abfüllung erfolgt mittlerweile nicht mehr selbst durch das Familienunternehmen, sondern ist unter anderem an Vöslauer/Ottakringer, wo der Softdrink gemeinsam mit Pepsi-Cola und 7 Up vom Band läuft, sowie Egger (Spezi), vergeben.
Seit 2016 sind der österreichische Familienbetrieb Pfanner (PET-Flasche) sowie das Mineralwasserunternehmen Franken Brunnen (0,35 l Glasflasche) Distributionspartner in Deutschland, in der Schweiz die Stardrinks AG (eine Tochter der Heineken Switzerland AG).
Anlässlich des 60-jährigen Markenjubiläums im Jahr 2017 gestaltete der amerikanische Künstler Mel Ramos ein Gemälde mit dem Namen Almdudler’s Fabulous Blonde.
Seit 2023 wird der Vertrieb von Glasflaschen in Deutschland direkt vom Unternehmen übernommen.
Zum Welt-Aids-Tag 2023 erschien eine limitierte Sonderedition, welche eine Initiative der AIDS-Hilfen Österreichs unterstützte. Zuvor hatte das Unternehmen bereits eine limitierte Edition mit der Aufschrift „Almdudler*in“, sowie eine Pridemonth-Edition herausgebracht. 2025 gestaltete Marina Hoermanseder eine Oktoberfest-Kollektion von Designerflaschen.

## Verwendung als Mischung
Almdudler wird sowohl pur (rotes Etikett) als auch gemischt mit verschiedenen anderen Getränken getrunken:
- Mit Bier gemischt wird es als Almradler oder Radler bezeichnet und ist in Österreich und Deutschland inzwischen auch als fertiges Mixgetränk erhältlich.
- Mischungen mit Rotwein oder Weißwein werden Almdudler Rot bzw. Almdudler Weiß, Süßer Gespritzter, süße Mischung, Almspritzer, Liftler, Kaisermischung (rot oder weiß, je nach Wein) oder Tiroler genannt.
- Besonders während der Sommermonate ist auch eine Mischung aus etwa gleichen Teilen Almdudler und kohlensäurehaltigem Wasser beliebt. Als „Almdudler g’spritzt“ wurde es später auch als fertiges Getränk auf den Markt gebracht (gelbes Etikett).

Es existiert neben den oben genannten auch eine zuckerfreie (blaues Etikett) und eine kohlensäurelose Variante („Still“). Almdudler besteht aus Wasser, Zucker, natürlichen Aromen (Kräuterextrakte, darunter: Melisse, Salbei, Enzian, Holunderblüte und Sonnenhut), dem Säuerungsmittel Zitronensäure, Kohlensäure und dem Farbstoff Zuckercouleur. Der Brennwert von 100 ml Almdudler beträgt 141 kJ bzw. 33 kcal.

## Andere Produkte

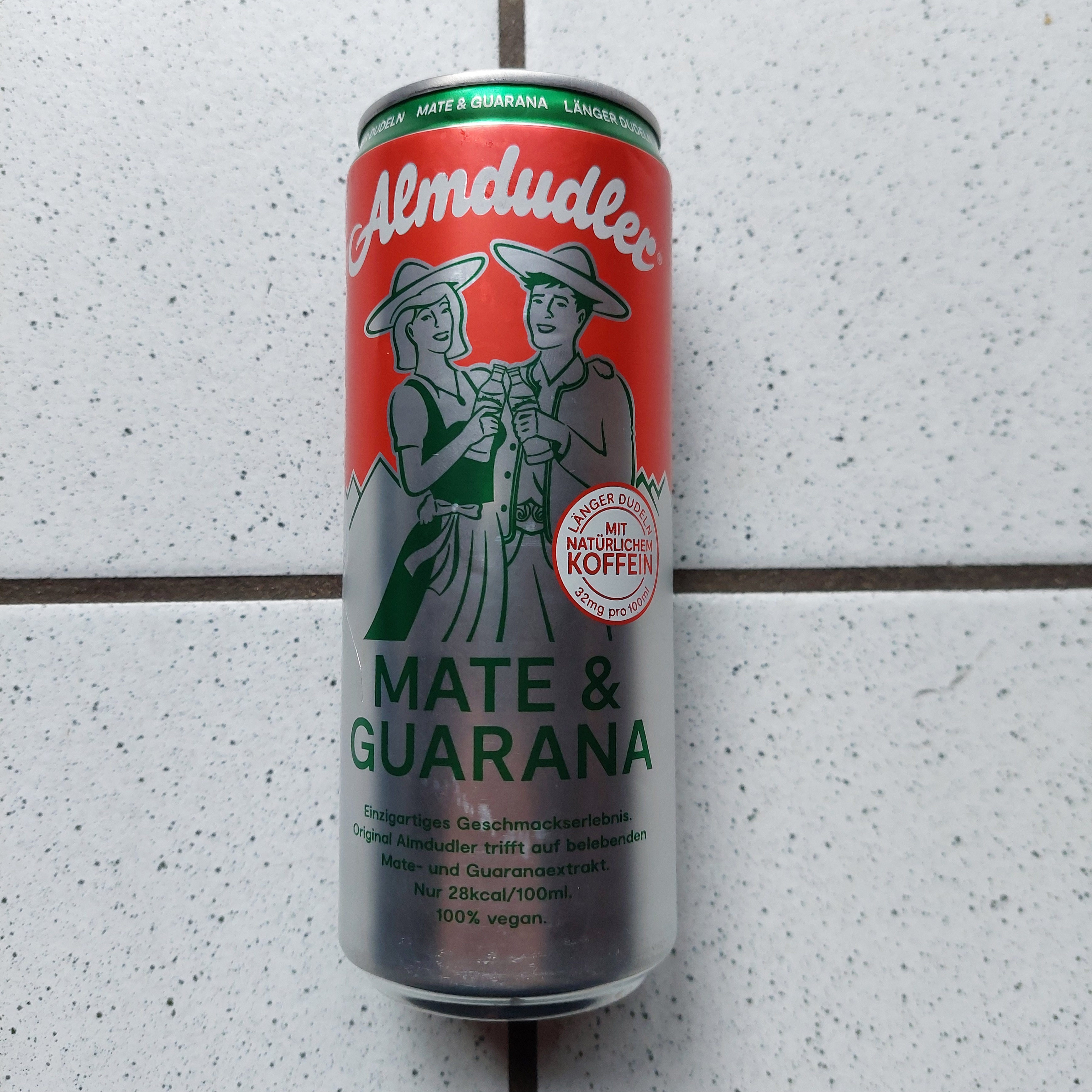
Eine Dose Almdudler-Energydrink (2024)

Inzwischen sind neben der klassischen Limonade auch andere Almdudler-Produkte auf dem Markt. Dazu zählen ein in Flaschen angefüllter Almspritz (Almdudler mit Secco), ein Almdudler-Energydrink mit Mate und Guaraná sowie Almdudler-Gummibärchen, die zusammen mit Haribo entstanden.

## Zahlen
Heute kennen 99,9 % (Quelle: Spectra Marktforschung 2005) aller Österreicher die Kräuterlimonade. Almdudler belegte bei der größten Markenstudie Österreichs Platz 7. Der sogenannte Brand Asset Valuator der Agentur Young & Rubicam misst den Markenwert aus Konsumentensicht, und die 2000 Befragten wählten Almdudler als einzige österreichische Getränkemarke unter die Top 10.
Pro Jahr werden über 80 Millionen Liter Almdudler produziert; im Jahr 2010 wurden 14 Prozent, im Jahr 2014 20 Prozent des Gesamtabsatzes in Auslandsmärkten abgefüllt und vertrieben.